# Elección al Senado de los Estados Unidos en Florida de 2022
Las elecciones al Senado de los Estados Unidos de 2022 en Florida se llevaron a cabo el 8 de noviembre de 2022 para elegir a un miembro del Senado de los Estados Unidos que represente al estado de Florida. El actual senador republicano Marco Rubio ha anunciado que se presentará a la reelección para un tercer mandato. Las elecciones primarias para republicanos y demócratas serán el 23 de agosto de 2022 para finalizar los candidatos para las elecciones de noviembre.